# Sacharow-Zentrum

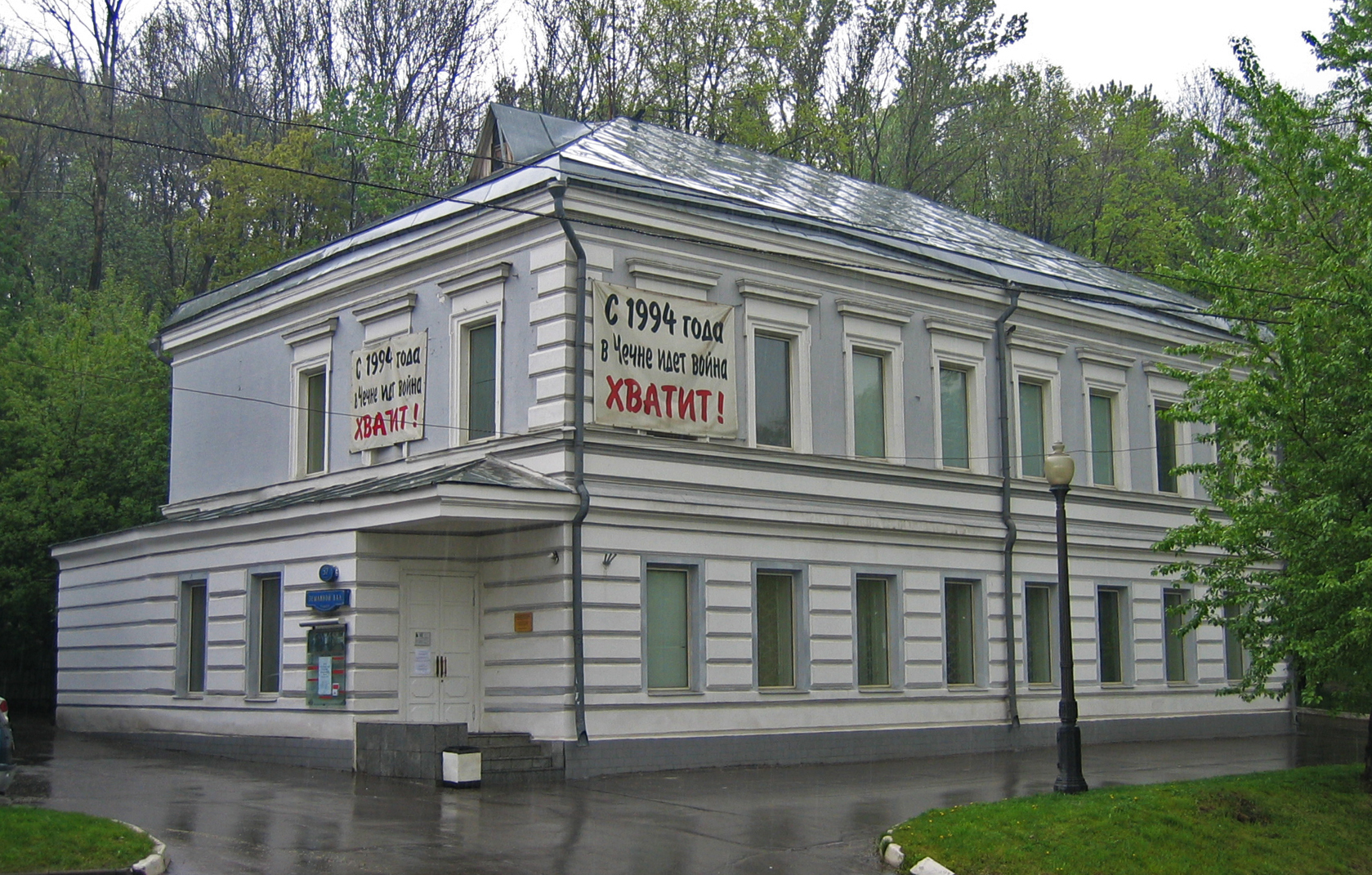
Sacharow-Zentrum (2007)

Das Sacharow-Zentrum (russisch Музей и общественный центр им. Андрея Сахарова) war ein Museum und Kulturzentrum in Moskau in der Nähe des Kursker Bahnhofes. Es zeigte Ausstellungen zu den Themenbereichen Menschenrechte, Repressionen und Gulag in der UdSSR und das Gedenken an Andrei Sacharow. Es war zuletzt von Montag bis Samstag geöffnet, der Eintritt war frei. Am 24. Januar 2023 teilten die Moskauer Behörden dem Sacharow-Zentrum mit, dass alle Mietverträge mit dem Menschenrechtsmuseum und dem Kulturzentrum gekündigt wurden, da das Zentrum dem Gesetz über „ausländische Agenten“ in Russland unterläge. Bis dato wurde das Zentrum unentgeltlich zur Verfügung gestellt, jedoch schreiben neue Regeln vor, dass „ausländische Agenten“ keine staatliche Unterstützung erhalten dürfen. Am 18. August 2023 wurde das Zentrum gerichtlich aufgelöst.

## Ziele
Ziel des Zentrums war das Wachhalten der Erinnerung an „mehrere zehn Millionen Opfer politischer Unterdrückung und Verbrechen begangen von dem Sowjetregime.“ Im gegenwärtigen Russland wollte man die „Werte einer offenen demokratischen Gesellschaft und eines offenen demokratischen Staates, für die Sacharow eingetreten ist“ festigen und setzte sich insbesondere ein für intellektuelle und politische Freiheit und offenen Meinungsaustausch in einer Zivilgesellschaft.

## Geschichte
1989 wurde die Sacharow-Stiftung (Gesellschaftliche Kommission für den Erhalt des Erbes von Andrei Sacharow) von Jelena Bonner gegründet. 1994 konnte ein Archiv mit 100.000 Dokumenten eröffnet werden.
1996 wurde das Museum und gesellschaftliche Zentrum für Frieden, Fortschritt und Menschenrechte „Andrei Sacharow“ in Moskau geschaffen. Sein Sitz wurde ein zweigeschossiges Haus mit einer Gesamtfläche von 500 m², das die Moskauer Stadtadministration für 25 Jahre zur Verfügung stellte. Zum Ausstellungssaal wurde eine ehemalige Garage umgebaut, mit einer Fläche von 140 m².
Am 25. Dezember 2014 wurde die Stiftung in das Register für ausländische Agenten beim Justizministerium eingetragen. Dagegen liefen gerichtliche Verfahren. Im Jahr 2023 wurde das Zentrum aufgelöst.
Sergej Lukaschewski, der das Zentrum vor seiner Auflösung 15 Jahre lang leitete, erhält am 28. Januar 2024 für sein Eintreten für Demokratie und Menschenrechte in Russland den mit 10.000 Euro dotierten Preis für Menschenrechte der Tonhalle Düsseldorf. Er lebt zu der Zeit in Berlin.

## Tätigkeiten
Im Museum gab es eine ständige Ausstellung sowie wechselnde Ausstellungen. Das Archiv enthielt Dokumente zur Geschichte des politischen Widerstands in der UdSSR und zur Repression mit dem GULAG-System. Die Bibliothek umfasste etwa 15.000 Bücher und andere Medien. Es fanden täglich Vorträge, Diskussionen, Lesungen und andere Veranstaltungen statt.

## Ausstellungen

### Ständige Ausstellungen
- Mythologie und Ideologie der UdSSR
- Politische Repressionen in der UdSSR
- Der Weg durch den GULAG
- Andrei Sacharow – Persönlichkeit und Schicksal

### „Achtung! Religion“ (2003)
Am 14. Januar 2003 wurde die Ausstellung „Achtung! Religion“, eröffnet. Sie zeigte zeitgenössische Kunst, die sich kritisch und teilweise provozierend zu religiösen Inhalten positionierte. Vier Tage später wurden Exponate von militanten Besuchern beschädigt oder zerstört. Danach wurde die Ausstellung entgegen dem Wunsch der Künstler geschlossen.
Am 12. Februar 2003 forderte das russische Parlament (die Duma) die Generalstaatsanwaltschaft auf, gegen die Organisatoren der Ausstellung tätig zu werden. Gegen die Duma-Resolution und die Anweisung des Strafverfahrens stimmten lediglich 2 der 267 anwesenden Abgeordneten. Einer von ihnen, Sergei Juschenkow, der am Rednerpult erklärt hatte, man erlebe soeben die Geburt des totalitären Staates unter der Führung der Orthodoxen Kirche, wurde einige Wochen später in Moskau ermordet. Der Direktor des Sacharow-Zentrums und Hauptangeklagte, Juri Samodurow, sah davon ab, eine Zivilklage gegen die Eindringlinge wegen des Schadens anzustrengen, der dem Museum durch diese Tat entstanden war. Dies hatte zur Folge, dass die Anwälte des Museums den Gerichtssaal nicht betreten durften. Die gesellschaftlichen Verteidiger der Angeklagten waren die bekannten Menschenrechtler Alexander Podrabinek, Lew Ponomarjow und Jewgeni Ichlow, ebenso Sergei Kowaljow. Samodurow und die für Ausstellungen zuständige Mitarbeiterin des Sacharow-Zentrums, Ljudmila Wassilowskaja, wurden am 28. März 2005 zu einer Geldstrafe von je 100.000 Rubeln (ca. 2900 Euro) verurteilt.
Die Gerichtsverhandlung gegen die Kuratoren der Ausstellung „Achtung, Religion!“ und „Verbotene Kunst 2006“ sowie gegen drei Mitglieder von Pussy Riot (Marija Aljochina, Jekaterina Samuzewitsch und Nadeschda Tolokonnikowa) wegen des „Punk-Gebetes“ wurde vom 1. bis zum 3. März 2013 in Form eines Reenactments von Milo Rau unter dem Titel Die Moskauer Prozesse wiederholt. Auch dieser Prozess, in Anlehnung an die Gerichtsverfahren der Stalinzeit als „Theaterprozess“ bezeichnet, fand im Sacharow-Zentrum statt.